# カトリック京都司教区
カトリック京都司教区（カトリックきょうとしきょうく、単に京都教区とも、英: Roman Catholic Diocese of Kyoto）は、京都府、滋賀県、奈良県、三重県を管轄区域とするキリスト教 カトリック教会の司教区。司教座聖堂（カテドラル）は聖フランシスコ・デ・ザビエル大聖堂（カトリック河原町教会）。

## 司教座聖堂
- 司教座 – 京都カテドラル 聖フランシスコ・デ・ザビエル大聖堂（カトリック河原町教会）

## 沿革
- 1846年（弘化3年） - 日本使徒座代理区が設立され、横浜に代理区長館が設置される。
- 1866年（慶応2年） - 代理区長館が長崎に移転。
- 1876年（明治9年） - 5月22日、日本使徒座代理区を日本北緯使徒座代理区（現在の東京教区）、日本南緯使徒座代理区（現在の長崎教区）の2区に分割。日本南緯使徒座代理区は近畿、中国、四国および九州 の各地方を管轄区域とした。
- 1888年 （明治21年） - 南緯代理区より近畿、中国、四国の3地方が新設の中部代理区として独立、司牧をパリ外国宣教会に委託された。
- 1891年 （明治24年） - 6月15日、中部代理区は大阪教区に昇格。
- 1904年 （明治37年） - 1月27日、大阪教区より四国4県が新設の四国使徒座知牧区（現在の高松教区）に委譲。
- 1923年 （大正12年） - 5月4日、大阪教区より中国5県が新設の広島代理区（現在の広島教区）に委譲。
- 1937年（昭和12年） - 6月17日、京都、奈良、三重、滋賀の1府3県が京都知牧区として独立、米国のメリノール宣教会に委託された。（独立当初より管轄地域に変更はない。）
- 1951年（昭和26年） - 7月12日、京都知牧区は京都教区に昇格。

## 歴代知牧・司教（教区長）

### 知牧
- 初代 - パトリック・バーン（メリノール宣教会） 1937年 - 1940年
- 2代 - パウロ古屋義之 1940年 - 1951年

### 司教（教区長）
- 初代 - パウロ古屋義之 1951年 - 1976年
- 2代 - ライムンド田中健一 1976年 - 1997年
- 3代 – パウロ大塚喜直 1997年 - 現在

## 教区内の教会
- カトリック河原町教会 ※司教座聖堂
- カトリック西陣聖ヨゼフ教会
- カトリック聖ヴィアトール北白川教会
- カトリック衣笠教会
- カトリック高野教会
- カトリック伏見教会
- カトリック宮津教会

## 所在地・交通アクセス
〒604-8006 京都府京都市中京区 河原町通三条上ル（北緯35度00分35.2秒 東経135度46分08.9秒 / 北緯35.009778度 東経135.769139度）
- 地下鉄 東西線「京都市役所前駅」下車
- 京阪本線・地下鉄 東西線「三条駅（三条京阪駅）」下車
- 阪急京都線「京都河原町駅」下車